# Coprosma montana
Coprosma montana är en måreväxtart som beskrevs av Wilhelm B. Hillebrand. Coprosma montana ingår i släktet Coprosma och familjen måreväxter. Inga underarter finns listade i Catalogue of Life.